# Сарафинюк, Анатолий Александрович
Анатолий Александрович Сарафинюк (9 октября 1938 год, деревня Голодки, Винницкая область, Украинская ССР) — бригадир совхоза имени Н. Г. Козлова Наурзумского района Кустанайской области, Казахская ССР. Герой Социалистического Труда (1981).

## Биография
Родился в 1938 году в крестьянской семье в деревне Голодки Винницкой области, Украина. После окончания восьмилетней школы трудился прицепщиком в местном колхозе. В 1957 году по комсомольской путёвке отправился в Казахстан осваивать целину. Окончил Атбасаркую школу механизации сельского хозяйства. После службы в Советской армии трудился трактористом в совхозе имени Козлова Наурзумского района. Назначался бригадиром нескольких механизированных бригад.
Указом Президиума Верховного Совета СССР от 19 февраля 1981 года за выдающиеся успехи, достигнутые в выполнении планов и социалистических обязательств по продаже государству в 1980 году миллиарда пудов зерна и перевыполнении планов десятой пятилетки по производству и закупкам хлеба и других сельскохозяйственных продуктов удостоен звания Героя Социалистического Труда с вручением ордена Ленина и золотой медали «Серп и Молот».

## Награды
- Орден Ленина
- Орден «Знак Почёта»
- Медаль «За трудовую доблесть»